# Yiwom jezik
Yiwom jezik (ISO 639-3: gek; gerka, gerkanchi, gerkawa, gurka), afrazijski jezik zapadnočadske skupine, kojim govori 14 100 ljudi (2000) u nigerijskoj državi Plateau, na području LGA Shendam i Langtang South.
Jedini je predstavnik istoimene podskupine Yiwom, šira skupina angas-gerka.

## Vanjske poveznice
- Ethnologue (14th)
- Ethnologue (15th)